# Puebloviejo (ort)
Puebloviejo är en ort i Colombia.   Den ligger i departementet Magdalena, i den norra delen av landet, 700 km norr om huvudstaden Bogotá. Puebloviejo ligger 4 meter över havet och antalet invånare är 13 523.
Terrängen runt Puebloviejo är platt. Havet är nära Puebloviejo åt nordväst. Runt Puebloviejo är det ganska tätbefolkat, med 96 invånare per kvadratkilometer. Närmaste större samhälle är Ciénaga, 4,3 km öster om Puebloviejo. Trakten runt Puebloviejo består huvudsakligen av våtmarker.